# 啓蒙所
啓蒙所（けいもうしょ）は、明治維新期に福山県・深津県（のちの小田県、現岡山県西部と広島県東部）に設置された初等教育機関。
安那郡栗根村（現福山市加茂町栗根）の医師・窪田次郎が発起し、町村役人・豪農商層が世話人となって設立資金を集め、福山藩庁の統制下で開校した郷校である。1871年（明治4年）備後地域福山県内で開校、1872年（明治5年）小田県になって以降備中地域に普及、同年の学制公布後すべて小学校となった。学制公布時点で啓蒙所83ヶ所、生徒5,095人が学んだ。なお学制公布後に啓蒙所名で開校した学校も現存している。

## 沿革

### 藩校の改革
幕末から明治に向かう中で、福山藩は内憂外患の危機的状況にあった。明治元年（1868年）福山藩は藩士浜野章吉（箕山）を学校総裁兼教師に任命し、浜野の建議に基づいて藩校誠之館の教育改革を実施した。漢学の他に皇学・洋学を加え、更に数学・書学・画学の3学科を設けた。そして藩士だけでなく「一般人民」も藩校誠之館への入学を可能にした。翌明治2年（1869年）誠之館教則に準じた学校を私的に設立することを広く勧めた。ただこれらの改革は効果が薄かった。
明治3年（1870年）福山藩大参事で集議院議員の岡田吉顕が改革案『藩治本論』を参議広沢真臣に上程する。福山藩ではその一つである学制論と藩従来からの改革を合わせ更に進めた。ここで「国家人材ヲ盛ニ養ヒ、文明開化ノ道ヲ興張セン事ヲ庶幾シ、更ニ教育ノ方ヲ厚クセン」ために幼少期の教育を重視し、容易に学習できる仮名主体の教科書によって修身・国体・地理・窮理・経済・歴史・数・書の8つの普通学を修めるとした。そして3つの学則が定められた。
これで誠之館では漢学が廃止されて普通学科が置かれ英・仏学、数学、習字科が設けられ、誠之館支校として福山東町および西町に女学校が2校設置された。ただすべての子どもが平等に学べる学校に関しては、福山藩の財政状況から藩内全域に普及することができなかった。

### 啓蒙所創設と普及
安那郡栗根村の医師・窪田次郎は、新学制の実施を藩庁に要請したが受け入れられなかった。そこで藩の学制よりも規模を小さくした学校とその維持方法を考え、その運営組織として「啓蒙社」設立を藩に建議した。そして福山藩の学校掛権少属杉山新十郎が担当者となり、窪田・杉山・福山藩大属横山光一・一等教授佐沢太郎が発起人となり、地元有力者の参集を求めて明治4年（1871年）1月「啓蒙社大意」「啓蒙所大意並規則」を議定した。
その後窪田は各地に啓蒙社・啓蒙所設立に向け奔走したと言われている。設立経緯が分かっているのは最初の啓蒙所設立となった深津郡深津村（現福山市立深津小学校）と、深津郡吉田村のみ。深津では、庄屋石井英太郎らが周旋方となって出資を募り、総口数87口（14石5斗（石高））を集め、明治4年2月6日同村長尾寺を校舎として開設された。その1年後には福山藩領の町村約160ヶ村の約半数である70ヶ所に開設された（生徒2,756人）。
廃藩置県ののち明治5年6月小田県となってからは、啓蒙所は小田県が継承し備中国（現在の岡山県西部）にも普及した。明治5年8月学制発布時で啓蒙所83ヶ所・生徒5,095人。以降も啓蒙所は増えた。

## 啓蒙所

### 構成
町村役人・豪農商層が世話人として村単位で資金を募集し、年間経費5石分集まったところから、寺院などを利用して開設していった。対象は数え年で7歳から10歳の子ども全員で、1か所あたり40人から50人ぐらいを想定していた。
授業料無料。書物算盤など授業に必要なものが貧しいため用意できない者には、誠之館からその啓蒙所に貸し出されてそれを使う形がとられた。設立に関して寄付金を募ったが、親が出した寄付金の多い少ないで生徒間で上下関係が生まれてしまい、親が金を出していない子は虐げられ入校しなかったという。
教師の採用に関して規定はなかったが、福山藩当局が任命権を持っていた。年間経費内訳は、教師1人分の給与3石6斗、筆・硯・紙代1石、畳修繕費4斗。給与3石6斗はかなりの薄給である。上記深津の例でもあるようにそれ以上の資金を集めた啓蒙所もあり、教師が2人着いた例もある。生徒の保護者からの謝礼は受け取らなかった。
|       |       | 教科                                                   | 教科                                      | 教科          |
| 手習  | 素読  | 算                                                     |                                           |               |
| ----- | ----- | ------------------------------------------------------ | ----------------------------------------- | ------------- |
| 等 級 | 初 段 | - 平仮名 - 片仮名 - 数字 - 受取之文                    | - 明倫撮要初編 - 歴朝一覧                 | - 九九割声    |
| 等 級 | 中 段 | - 人名頭 - 福山管内地理略 - 手形証文之文               | - 告諭大意 - 生産道案内 - 明倫撮要後編    | - 寄せ算      |
| 等 級 | 上 段 | - 皇国地誌略 - 男女用文書 - 下札 - 商売往来 - 月令往来 | - 世界国尽 - 万国歴史 - 窮理図解 - 養生論 | - 八算 - 見一 |

### カリキュラム
基本的には福山藩の学制に従いつつ、より簡略化したもので行われた。教科は手習・素読・算の3教科で、教科書を用いて勉強した。初段・中段・上段と等級制が採用され、昇級には孝試を要した。
教科書は、和文書・翻訳書が採用され、福山藩命にて福山で編術されたものがほとんどであった。例えば初段の素読で用いられた『歴朝一覧』は、藩庁の諒解のもと水戸学の史観に基づいて五弓久文が編纂したものである。他には福沢諭吉や小幡篤次郎など慶應義塾系の筆者によるものも採用されている。
教員独自による講義があったかは不明であるが、細かい部分に関しては現場に任されていた。備中後月郡高屋村では、年々出版されていた翻訳書や新聞を読むことを提案していた。

### 藩の対応
明治3年府県郷学用途に関する太政官達では、府県が郷学に経費の一部を支出するよう布達されていた。ただ福山藩庁は啓蒙所に対して金銭的な補助は一切しなかった。
福山には啓蒙所の少し前に開校した、五弓久文の「古府郷学（府中郷学）」があった。ここでは漢学のみを教え、生徒の多数は僧侶・医師などの知識階層と豪農商層の子どもで占められていた。福山藩から手厚く保護されており、五弓の年俸・生徒の授業料・教科書の交付・諸経費など藩が負担しており、藩校誠之館からの出張教授、藩主阿部正桓の視察もあった。つまり福山藩は、豪農商層対象の郷学を重視、豪・中濃層を含む民衆向け郷学として啓蒙所を設立認可、と2つの郷学政策を行っていた。
沼隈郡今津でも古府郷学同様の郷学を設立する構想があったとされる。また安那郡神辺には「廉塾」があった。なお古府郷学は後の府中市立東小学校、現在の府中市立府中学園にあたる。

### 評価
福沢諭吉と当時の文部省は肯定的なコメントを残している。
- 福沢と福山藩との関係は、明治3年藩学制改革の際に岡田吉顕が福沢に教科書の編纂を依頼したことに始まり（実現せず）[7]、啓蒙所などで福沢の翻訳書が採用されたこと、『学問のすゝめ』を福山誠之館が無断印刷したことで福沢が激怒し最終的に杉山新十郎[注 2]が300部印刷許可を受けた[7][16]、などがある。この杉山から啓蒙所の事を聞いた福沢は「天下に先ち天晴な功名を挙げたり」と繰返し称賛したという[16]。
- 文部省は杉山に対して「啓蒙所に全力を注ぎ完成せられたし」と激励したという[16]。明治5年学制公布後、福山を視察した文部省役人は「啓蒙所には文部省も聊か先手を打たれたる感あり」と述べたという[16]。

一方、明治4年9月19日から福山で新政反対一揆が起こり、「啓蒙所ノ教ヘハ異人ノ学問ナドニ申居ルモノ」と考えていた参加者はいくつかの啓蒙所を襲撃している。ただし沼隈郡山手村での一揆のリーダーが啓蒙社に加盟していたことなど、全員同じ考えではなかった。

## 小学校
明治5年8月学制公布、同年10月小田県権令矢野光儀は就学奨励に関する論告を発した。ここから啓蒙所は小学校とみなされることになった。
明治6年（1873年）1月、啓蒙所規則を文部省の規則に準じて改定、小田県小学校規条公布する。同年3月には小田県内で188校に達した。同年7月小田県内の啓蒙所を廃して小学校に改称し、各小学校に番号をふる。ただ啓蒙所と文部省教則による小学校とは内容が異なっており、完全に文部省教則に従うのは明治8年（1875年）のことだった。
以下啓蒙所として開校した学校。五十音順。
- 1871年（明治4年）
  - 福山市立有磨小学校[18]
  - 福山市立坪生小学校[19]
  - 福山市立手城小学校[20]
  - 福山市立鞆の浦学園（福山市立鞆小学校[21]）
  - 福山市立深津小学校[22]
  - 福山市立水呑小学校[23]
  - 府中市立国府小学校[24]
  - （高梁市立高梁小学校 - 高梁啓蒙社の創設（旧高梁北小学校）[25]）

- 1872年（明治5年）
  - 総社市立総社小学校[26]
  - 新見市立思誠小学校[27]
  - 新見市立高尾小学校[28]
  - 福山市立神村小学校（神村啓蒙所・峠分校として開校[29]）
  - 福山市立藤江小学校[30]

- 1873年（明治6年）
  - 井原市立荏原小学校[31]
  - 井原市立西江原小学校[32]
  - 倉敷市立岡田小学校[33]
  - 倉敷市立乙島小学校[34]
  - 高梁市立落合小学校[35]
  - 新見市立井倉小学校（旧新見市立含翠小学校[36]）
  - 新見市立草間台小学校[37]
  - 新見市立萬歳小学校[38]
  - 新見市立本郷小学校[39]

- 1874年（明治7年）
  - 倉敷市立連島南小学校[40]
  - 福山市立西小学校（福山誠之館啓蒙所より分離[41]）